# Comuna Tarasivka, Zinkiv
Tarasivka (în ucraineană Тарасівка) este o comună în raionul Zinkiv, regiunea Poltava, Ucraina, formată din satele Bobrivnîk, Komsomolske, Slînkivșciîna și Tarasivka (reședința).

## Demografie
Componența lingvistică a comunei Tarasivka
     Ucraineană (98,25%)
     Rusă (1,56%)
     Alte limbi (0,03%)
Conform recensământului din 2001, majoritatea populației comunei Tarasivka era vorbitoare de ucraineană (98,25%), existând în minoritate și vorbitori de rusă (1,56%).